# Indische Turmschnecke
Die Indische Turmschnecke (Unedogemmula indica, häufiges Synonym: Lophiotoma indica, ursprünglich Turris indica) ist eine Schnecke aus der Familie der Schlitzturmschnecken, die im Indopazifik verbreitet ist und Vielborster (Polychaeta) frisst.

## Merkmale
Das spindelförmige Schneckenhaus von Unedogemmula indica erreicht bei ausgewachsenen Schnecken eine durchschnittliche Länge von etwa 6,5 cm und Breite von 2 cm, doch variiert die Länge von 3,5 cm bis 9 cm. Die Umgänge weisen scharfe, spiralig verlaufende Kiele oder auch nur schwächer ausgeprägte Rippen und Linien auf. Während der Schulterwinkel nur schwach ausfällt, bildet die zentrale Rippe des Umgang einen starken Kiel. Die übrigen spiralig verlaufenden Rippen sind kleiner und enger zusammen als bei anderen Arten der Gattung. Das Gehäuse hat einen langen Siphonalkanal. Die Oberfläche der Schale ist gelblich-braun und manchmal undeutlich marmoriert oder variegat.

## Verbreitung und Lebensraum
Unedogemmula indica ist im Indopazifik von der Küste Ostafrikas und Madagaskars über die Maskarenen, Indien und Sri Lanka bis zu den Philippinen, dem Südchinesischen Meer, Japan, Fidschi und Australien (Queensland) verbreitet. Sie lebt unterhalb der Gezeitenzone und im offenen Meer bis in Meerestiefen von etwa 50 m und ist auf schlammigen Untergründen häufig.

## Entwicklungszyklus
Wie alle Schlitzturmschnecken ist Unedogemmula indica getrenntgeschlechtlich. Die Veliger-Larven schwimmen frei, bevor sie niedersinken und zu kriechenden Schnecken metamorphosieren.

## Ernährung
Über das Nahrungsspektrum von Unedogemmula indica gibt es keine Untersuchungen. Schlitzturmschnecken ernähren sich von Vielborstern, die sie mit ihren Radulazähnen stechen und vergiften.